# إليمر ناغي
إليمر ناجي (بالمجرية: Nagy Elemér) (و. 1928 – 1985 م) هو مهندس معماري مجري، ولد في شوبرون، توفي في بودابست، عن عمر يناهز 57 عاماً.

## جوائز
حصل على جوائز منها:
- نيشان الفنون والآداب من رتبة قائد (17 يناير 2013)[2]
- جائزة المنافسة العامة  [لغات أخرى]‏ (1946)